# بابلو إس. جوميز
بابلو إس. جوميز هو كاتب سيناريو ومخرج فلبيني، ولد في 25 يناير 1931 في Sampaloc, Manila ‏ في الفلبين، وتوفي في 26 ديسمبر 2010 في كيزون في الفلبين بسبب نوبة قلبية.

## وصلات خارجية
- بابلو إس. جوميز على موقع IMDb (الإنجليزية)
- بابلو إس. جوميز على موقع قاعدة بيانات الفيلم (الإنجليزية)
- بابلو إس. جوميز على موقع كينوبويسك (الروسية)